# Parachironomus dewulfianus
Parachironomus dewulfianus är en tvåvingeart som först beskrevs av Maurice Emile Marie Goetghebuer 1934.  Parachironomus dewulfianus ingår i släktet Parachironomus och familjen fjädermyggor. Inga underarter finns listade i Catalogue of Life.